# Amanirenasz
Amanirenasz núbiai kusita királynő volt a meroéi korszakban, kb. i. e. 40 és 10 között. Ő a legismertebb kusita uralkodónő, mert i. e. 27–22 közt háborút vívott a Római Birodalommal. Valószínűleg őt említi Kandaké néven Sztrabón, mikor a rómaiak és meroéiak közti háborúról ír.

## Élete
I. e. 60-50 körül született, és kb. i. e. 40-ben lépett trónra. Meroitikus feliratokon Amnirense qore li kdwe li („Amanirenasz, koré és kandaké”) néven szerepel, azaz a hagyományos királynéi cím, a kandaké mellett a kusita uralkodók címét, a korét is viselte, ez arra utal, hogy nem király felesége volt, hanem ő maga uralkodott. Nevét együtt említik Teritekasszal és Akinidaddal, de pontos kapcsolatuk nem tisztázott. Amanirenaszt bátor, fél szemére vak királynőként írták le. Haláláig, i. e. 10-ig uralkodott.

## Konfliktusa a rómaiakkal
Mikor i. e. 24-ben Aelius Gallus, Egyiptom római provincia praefectusa egy arábiai hadjárat miatt távol volt Egyiptomtól, a kusiták támadást indítottak Alsó-Núbia ellen. Amanirenasz és Akinidad Szüénénél és Philae-nél legyőzték a római sereget. Sztrabón beszámol róla, hogy „a vad, félszemű Kandaké királynő” i. e. 25-ben több római erődöt is elfoglalt Egyiptom déli részén, és serege Augustus császár bronzszobrának fejével tért vissza, amit eltemetett egy, a győzelemnek szentelt templom lépcsője alá. A szoborfejet 1912-ben megtalálták, ma a British Museumban található.
Gaius Petronius, Egyiptom új praefectusa még ebben az évben kiűzte a kusitákat Szüénéből. Sztrabón részletes beszámolója szerint a római seregek messze behatoltak Kúsba, végül Napatát is elérték. Bár ezután visszavonultak északra, hátrahagytak egy helyőrséget Kaszr Ibrimnél (Primisz), amely innentől fogva a Római Birodalom új határa lett. A kusiták megpróbálták elfoglalni Primiszt, de Petronius megakadályozta.
Ezt követően tárgyalások kezdődtek, a meroéiak közvetítőket küldtek az ekkor Számoszon tartózkodó Augustushoz, és i. e. 21/20 körül békét kötöttek. A békeszerződés rendkívül kedvező volt a kusiták számára: a harminc mérföldes határsáv déli részét, beleértve Primiszt is, a rómaiak kiürítették, emellett a kusitáknak adót sem kellett fizetniük a császár számára. A rómaiak ugyanakkor továbbra is elfoglalták a Dodekasoinoszt („tizenkét mérföldnyi föld”) mint katonai határzónát, így a határ innentől Hieré Szükaminosz (a mai Maharraka) mellett húzódott.
Ez a megállapodás az i. sz. 3. századig fennállt, a Róma és Meroé közti kapcsolat pedig általánosan békésnek volt mondható, utóbbi hatalma azonban az i. sz. 1. vagy 2. századra már hanyatlásnak indult.

## Fordítás
- Ez a szócikk részben vagy egészben  az   Amanirenas című angol Wikipédia-szócikk ezen változatának fordításán alapul.  Az eredeti cikk szerkesztőit annak laptörténete sorolja fel. Ez a jelzés csupán a megfogalmazás eredetét és a szerzői jogokat jelzi, nem szolgál a cikkben szereplő információk forrásmegjelöléseként.